# Jixiang (sockenhuvudort i Kina, Heilongjiang Sheng, lat 47,03, long 130,39)
Jixiang (kinesiska: 吉祥, 吉祥乡) är en sockenhuvudort i Kina. Den ligger i provinsen Heilongjiang, i den nordöstra delen av landet, omkring 320 kilometer nordost om provinshuvudstaden Harbin. Antalet invånare är 14 145. Befolkningen består av 6 930 kvinnor och 7 215 män. Barn under 15 år utgör 15,0 %, vuxna 15-64 år 77 %, och äldre över 65 år 6,0 %.
Runt Jixiang är det mycket tätbefolkat, med 1 095 invånare per kvadratkilometer. Närmaste större samhälle är Lianjiangkou, 19,9 km söder om Jixiang. Trakten runt Jixiang består till största delen av jordbruksmark.
Genomsnittlig årsnederbörd är 857 millimeter. Den regnigaste månaden är juli, med i genomsnitt 190 mm nederbörd, och den torraste är januari, med 6 mm nederbörd.